# 콜펜 마을에서 생긴 일
콜펜 마을에서 생긴 일(Kvarteret Korpen, Raven's End)은 스웨덴에서 제작된 보 비더버그 감독의 1963년 드라마 영화이다. 토미 베그렌 등이 주연으로 출연하였다.

## 출연

### 주연
- 토미 베그렌
- 에미 스톰

### 조연
- Keve Hjelm
- 잉그바 히르드월
- 아그네타 프리츠

## 같이 보기
- 제37회 아카데미상 외국어영화상 출품작 목록